# 니라사와 유야
니라사와 유야(일본어: 韮澤 雄也, 2001년 5월 20일 ~ )는 일본의 프로 야구 선수이며, 현재 센트럴 리그인 히로시마 도요 카프의 소속 선수(내야수)이다. 니가타현 우오누마시 출신이다.

## 인물

### 프로 입단 전
초등학교 1학년 때부터 리틀 야구팀에 소속된 이후부터 야구를 시작해 니가타 시니어에서는 중학교 2학년 때 일본 선수권, 중학교 3학년 때는 자이언츠배에 출전했다. 우오누마 시립 호리노우치 중학교를 졸업했다.
하나사키 도쿠하루 고등학교에서는 1학년 봄부터 벤치에 들어갔고 1학년 가을부터는 3번 타자 겸 주전 유격수로 활약하여 2학년 여름과 3학년 여름에는 고시엔 대회에 출전했다. 고교 통산 16개의 홈런을 기록했다. 2019년에 개최된 U-18 월드컵의 일본 대표팀으로 발탁돼 1루수로서 전 경기에 출전했다.
2019년 10월 17일에 열린 프로 야구 드래프트 회의에서 히로시마 도요 카프로부터 4순위 지명을 받았고 11월 18일에 계약금 500만 엔, 연봉 4,000만 엔에 가계약을 맺고 입단했다.

### 프로 입단 후
2020년에는 2군에서 68경기에 출전하여 홈런 없이 타율 0.229, 13타점의 성적을 남겼다. 수비는 유격, 2루, 3루를 지켰고, 본래 수비 위치인 유격수에서는 19경기에서 두 차례의 실책, 수비율 0.975로 높은 수치를 남겼다.

## 상세 정보

### 출신 학교
- 하나사키 도쿠하루 고등학교

### 선수 경력
- 히로시마 도요 카프(2020년 ~ )

### 개인 기록
- 첫 출장·첫 타석 : 2022년 5월 3일, 대 요미우리 자이언츠 7차전(MAZDA Zoom-Zoom 스타디움 히로시마), 8회말에 사카쿠라 쇼고의 대타로 출장, 헤이나이 류타로부터 볼넷
- 첫 선발 출장 : 2022년 8월 17일, 대 주니치 드래건스 19차전(MAZDA Zoom-Zoom 스타디움 히로시마), 8번·2루수로 선발 출장
- 첫 안타 : 2022년 8월 21일, 대 요코하마 DeNA 베이스타스 20차전(요코하마 스타디움), 5회초에 오미치 하루키의 대타로 출장, 교야마 마사야로부터 좌전 안타

### 등번호
- 54(2020년 ~ )

### 연도별 타격 성적
| 연 도      | 소 속      | 경 기 | 타 석 | 타 수 | 득 점 | 안 타 | 2 루 타 | 3 루 타 | 홈 런 | 루 타 | 타 점 | 도 루 | 도 루 자 | 희 생 번 | 희 생 플 | 볼 넷 | 고 4 | 사 구 | 삼 진 | 병 살 타 | 타 율 | 출 루 율 | 장 타 율 | O P S |
| ---------- | ---------- | ----- | ----- | ----- | ----- | ----- | ------- | ------- | ----- | ----- | ----- | ----- | -------- | -------- | -------- | ----- | ---- | ----- | ----- | -------- | ----- | -------- | -------- | ----- |
| 2022년     | 히로시마   | 7     | 12    | 10    | 0     | 1     | 0       | 0       | 0     | 1     | 0     | 0     | 0        | 1        | 0        | 1     | 0    | 0     | 1     | 0        | .100  | .182     | .100     | .282  |
| 통산 : 1년 | 통산 : 1년 | 7     | 12    | 10    | 0     | 1     | 0       | 0       | 0     | 1     | 0     | 0     | 0        | 1        | 0        | 1     | 0    | 0     | 1     | 0        | .100  | .182     | .100     | .282  |

- 2022년 시즌 종료 기준.